# Harry Johnson (boxejador)
Herbert Henry "Harry" Johnson (Hoxton, Londres, 10 d'agost de 1887 – Westminster, Londres, 16 de setembre de 1947) va ser un boxejador anglès que va competir a principis del segle xx.
El 1908 va prendre part en els Jocs Olímpics de Londres, on guanyà la medalla de bronze de la categoria del pes lleuger del programa de boxa, en perdre en semifinals contra Frederick Spiller.